# Buddha Scheidegger
Adolf «Buddha» Scheidegger (* 13. Mai 1940 in Sevelen; † 26. Februar 2020 in Zürich) war ein Schweizer Jurist und Jazzpianist.

## Leben
Scheidegger war nach einem Studium der Rechtswissenschaften hauptberuflich zunächst am Bezirksgericht Zürich als Auditor und Gerichtsschreiber tätig, bevor er Bezirksanwalt und Staatsanwalt wurde und dann von 1989 bis zu seiner Pensionierung 2003 am Obergericht Zürich als Oberrichter wirkte. Daneben war er aber beständig als Stridepianist aktiv. Seit 1963 spielte er vor allem mit den Gamblers. 1982 entstand sein Septett Buddha’s Gamblers, das auch Alben mit Danny Moss und mit Lea Bischof veröffentlichte. Daneben war er auch mit den Swiss Dixie Stompers auf Tournee, trat als Solist und als Buddha's Evening im Duo mit Hans Schläpfer auf, nahm aber auch Alben mit Beryl Bryden und den Piccadilly Six, Benny Waters und den Swiss Dixie Stompers sowie mit Mike Goetz auf.

## Diskographische Hinweise
- Bill Coleman & Ed Hubble: Meeting the New Ragtime Band (1976/1977)
- Buddha Scheidegger & Mike Goetz: We’ve Got our Fingers Crossed (1992)
- Neville Dickie, Buddha Scheidegger, Mike Goetz, Dave Ruosch: Stride Summit (2004)

Buddha’s Gamblers
- Swingin’ with the Buddha’s Gamblers (Elite Special 1982)
- One O’Clock Jump (1984)
- Blue and Sentimental (Elite Special 1987)
- We Got Rhythm (Canaris 1988)
- Plays Swing and Dixieland (1991)
- Live (Downtown Records 1994)
- Merry DiX-Mas (Activ 1995)

## Lexigraphische Einträge
- Bruno Spoerri (Hrsg.):  Biografisches Lexikon des Schweizer Jazz. CD-Beilage zu: Bruno Spoerri (Hrsg.): Jazz in der Schweiz. Geschichte und Geschichten. Chronos-Verlag, Zürich 2005, ISBN 3-0340-0739-6